# Manasse II di Châlon
Manasse di Chalon detto il Giovane. Manassès in francese, Manassès in catalano e Manasses in latino (seconda metà del IX secolo – 925 circa) conte di Chalon e Digione e signore di Vergy dal 918, alla sua morte.

## Origine
Secondo la Chronique de l'abbaye de Saint-Bénigne de Dijon Manasse era figlio del conte di Chalon, Beaune, Digione e Auxois, signore di Vergy e Langres, Manasse I detto il Vecchio e di Ermengarda, figlia del Conte di Hainaut, Reginardo I.

Manasse di Châlon, secondo la Histoire genealogique de la maison de Vergy. Volume 1 era discendente della casa di Vergy

## Biografia
Manasse lo troviamo citato per la prima volta, assieme al fratello Walo (Walo filius eius et Manasses comes iunior), come testimoni di una donazione fatta dal padre, Manasse I (Manasses comes), nel 900, all'abbazia di San Benigno di Digione, come riportato dalla Chronique de l'abbaye de Saint-Bénigne de Dijon.
Manasse, assieme al fratello Walo, combatte contro i Vichinghi che devastano la Borgogna, al fianco del padre, Manasse I (comes Manasses Divionensi, cuius erant filii Walo et alterius Manasses comes iunior), al seguito del duca Riccardo di Borgogna (sub eodem Richardo), combatterono contro Rollone, come riporta la Chronica Albrici Monachi Trium Fontium.
Nel 912, Manasse (venerabili comite domno Manasse), secondo il documento n° 22 de Les origines de l'hypothèque en Bourgogne et chartes de l'abbaye de Saint-Etienne [de Dijon], viene citato come testimone in un procedimento giudiziario.
Manasse II, negli ultimi anni di vita, suo padre, Manasse I, fondò il monastero di Saint-Vivant de Vergy a Curtil-Vergy, su consiglio di suo fratello Walo, vescovo di Autun, come riporta la Vita Sanctii Viventii Presbyteri. In questo luogo si erano rifugiati i monaci di Biarne che erano fuggiti dai Normanni di Astings (o Austin o Hasting) che, intorno all'886, dopo l'assedio di Parigi, stavano avanzando verso la Borgogna.
Suo padre, Manasse I, scomparve intorno al 919, e sua madre, Ermengarda di Hainaut, lo farà seppellire nel monastero da lui fondato.
Nel 925, Manasse II, fu al fianco del Re dei Franchi occidentali, Rodolfo di Borgogna, come ci viene confermato dalla Chronique de l'abbaye de Saint-Bénigne de Dijon.
Non si conosce l'anno esatto della morte di Manasse II, ma si presume non molto dopo il 925 in quanto dopo quella data, non viene più citato in alcun documento.

Anzi secondo il documento n° 27 del Cartulaire du prieuré de Saint-Marcel-lès-Chalon, datato 924, Manasse, in quella data era già morto, in quanto la moglie Ermengarda viene citata come vedova, ed il figlio Giselberto, viene citato col titolo di conte

## Discendenza
Manasse II di Châlon, come riporta la Vita Sanctii Viventii Presbyteri aveva sposato Ermengarda di Provenza, che secondo la Histoire généalogique de la maison de Vergy era figlia del conte d'Autun e re di Provenza, Bosone I (Vualonem, fratrem Manasserii comitis qui gener erat B fratris Richardi ducis). 

Manasse II da Ermengarda di Provenza ebbe cinque figli:
- Walo († dopo il 924), citato nel Flodoardi Annales, in quanto, nel 924, aiutò lo zio, Rainardo ad impadronirsi di un castello[12];
- Hervé († dopo il 920), vescovo di Autun (Heriveus ejusdem miseratione humilis Eduorum episcopus), come ci viene confermato dal documento n° XXVI del Cartulaire de l'église d'Autun, publ. par A. de Charmasse[13];
- Giselberto († dopo il 956), citato nella Flodoardi Annales[12], conte di Chalon e conte di Autun (Gislebertus divin largiente clementia, comes Heduensis), come conferma la Chronique de l'abbaye de Saint-Bénigne de Dijon[14];
- Manasse († dopo il 920), citato col fratello Hervé dal documento n° XXVI del Cartulaire de l'église d'Autun, publ. par A. de Charmasse[13];
- Ermengarda († prima del 941), che secondo il documento n° 432 del Recueil des chartes de l'abbaye de Cluny. Tome 1, aveva sposato il Conte di Mâcon, Letaldo II[15].

### Fonti primarie
- (LA)  Monumenta Germanica Historica, Scriptores (in Folio), Tomus III.
- (LA)  Monumenta Germanica Historica, Scriptores (in Folio), Tomus XXIII.
- (LA)  Les origines de l'hypothèque en Bourgogne et chartes de l'abbaye de Saint-Etienne de Dijon.
- (LA)  Chronique de l'abbaye de Saint-Bénigne de Dijon.
- (LA)  Recueil des chartes de l'abbaye de Cluny. Tome 1.
- (LA)  (FR)  Recueil des historiens des Gaules et de la France. Tome 9.
- (LA)  (FR)  Histoire genealogique de la maison de Vergy. Volume 1.
- (LA)  (FR)  Cartulaire de l'église d'Autun, publ. par A. de Charmasse.

### Letteratura storiografica
- (FR)  Histoire de Chalon-sur-Saône.
- (FR)  Histoire de Chalon-sur-Saône du VIIIème au XIIIème.